# Огасавара (национальный парк)
Национальный парк Огасавара (яп. 小笠原国立公園 огасавара кокурицу ко: эн) — национальный парк, расположенный на одноимённых островах (известных также как Бонинские острова). Находится в 1 930 км к югу от Токио. В 2011 году острова Огасавара внесены в список Всемирного наследия ЮНЕСКО.

## Острова
Острова Огасавара также известны как Бонинские острова. Они находятся в Тихом океане на расстоянии 1 930 километров от Токио и входят в префектуру Токио. Архипелаг Огасавара был возвращён в состав Японии в 1968 году после оккупации Соединёнными Штатами.
В состав парка входят группы островов Титидзима, Хахадзима и Мукодзима. Из трёх островов Кадзан туда включён только Северный Иото.

## Флора и фауна
Согласно оценке IUCN для ЮНЕСКО, на островах зарегистрирован 441 таксон местных растений, из которых 161 — эндемичные сосудистые растения и 88 — эндемичные древесные. Единственное местное млекопитающее — бонинская летучая лисица (Pteropus pselaphon), находящаяся на грани исчезновения. Видов птиц насчитывается 195, из которых 14 занесены в Красную книгу МСОП. Из 2 видов сухопутных рептилий один (сцинк Cryptoblepharus nigropunctatus) эндемичен. Насекомых зарегистрировано 1 380 видов, из которых 379 эндемики; наземных улиток — 134 вида, 100 из которых эндемики.
На островах водится 40 видов пресноводных, а в окружающих водах — 795 видов океанических рыб. Кроме того, в этих местах океана зарегистрировано 23 вида китообразных и 226 видов рифообразующих кораллов.

## Галерея

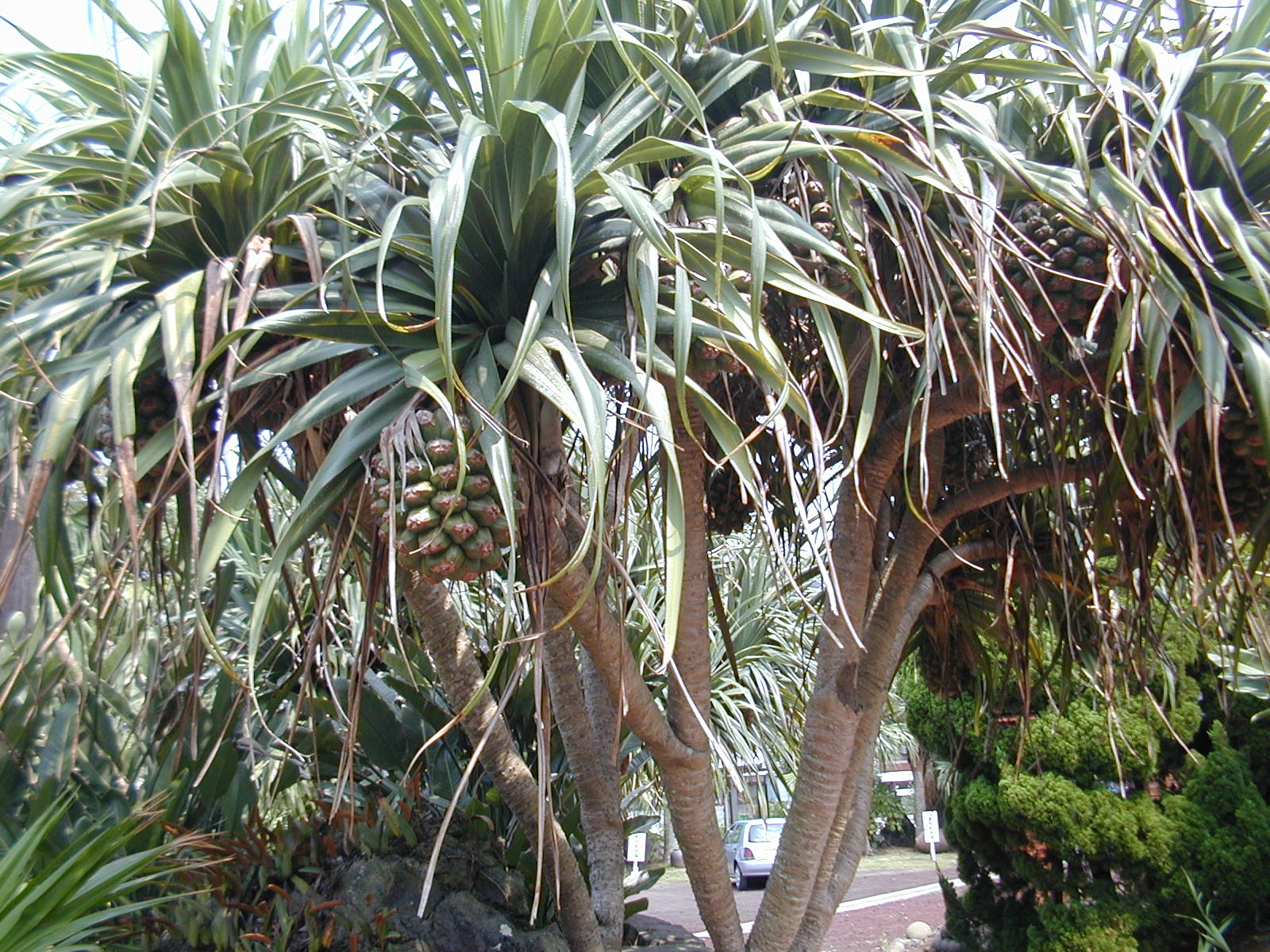
Бонинский пандан (Pandanus boninensis) — символ села Огасавара
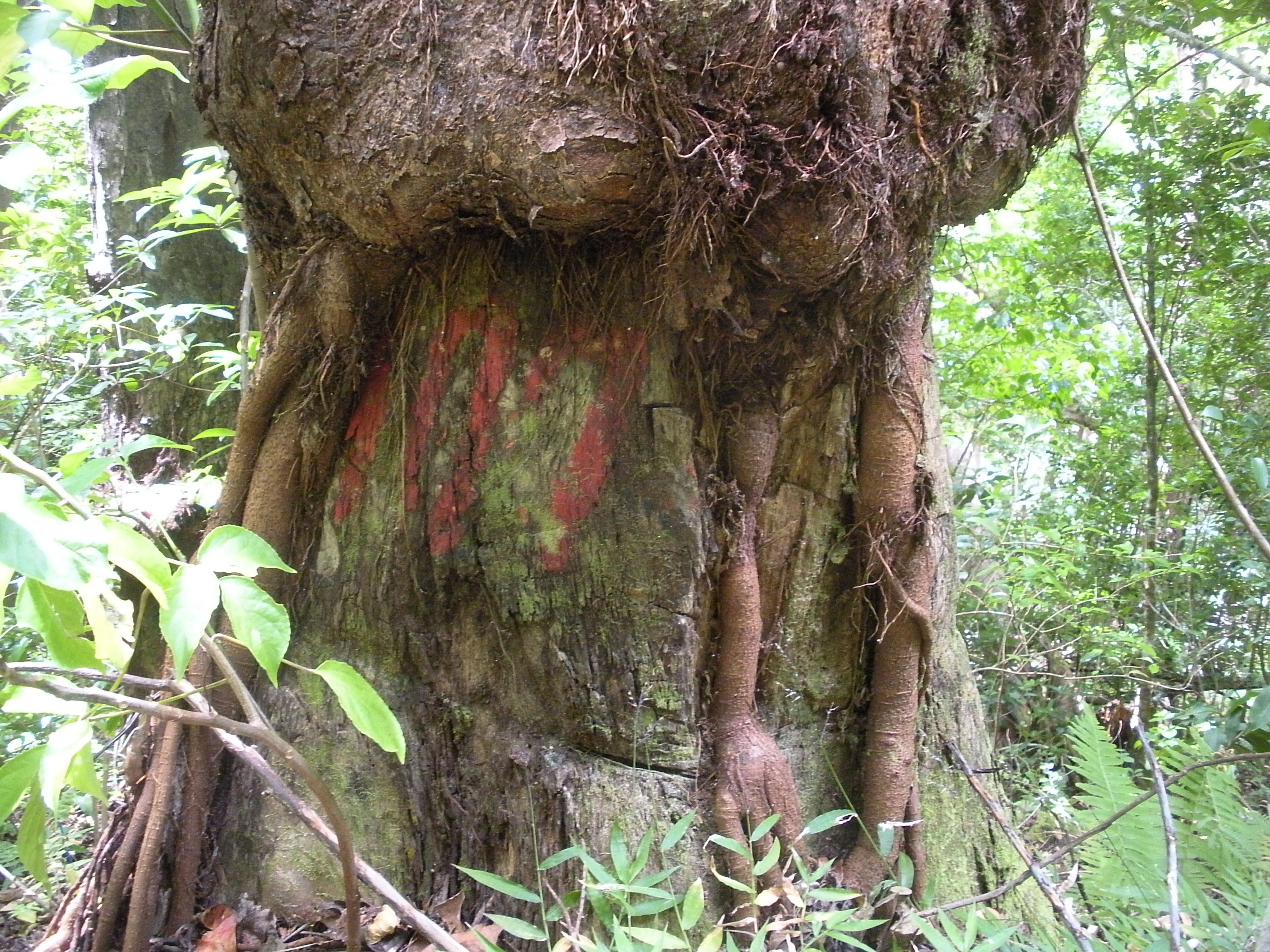
Bischofia javanica на острове Хаха-дзима
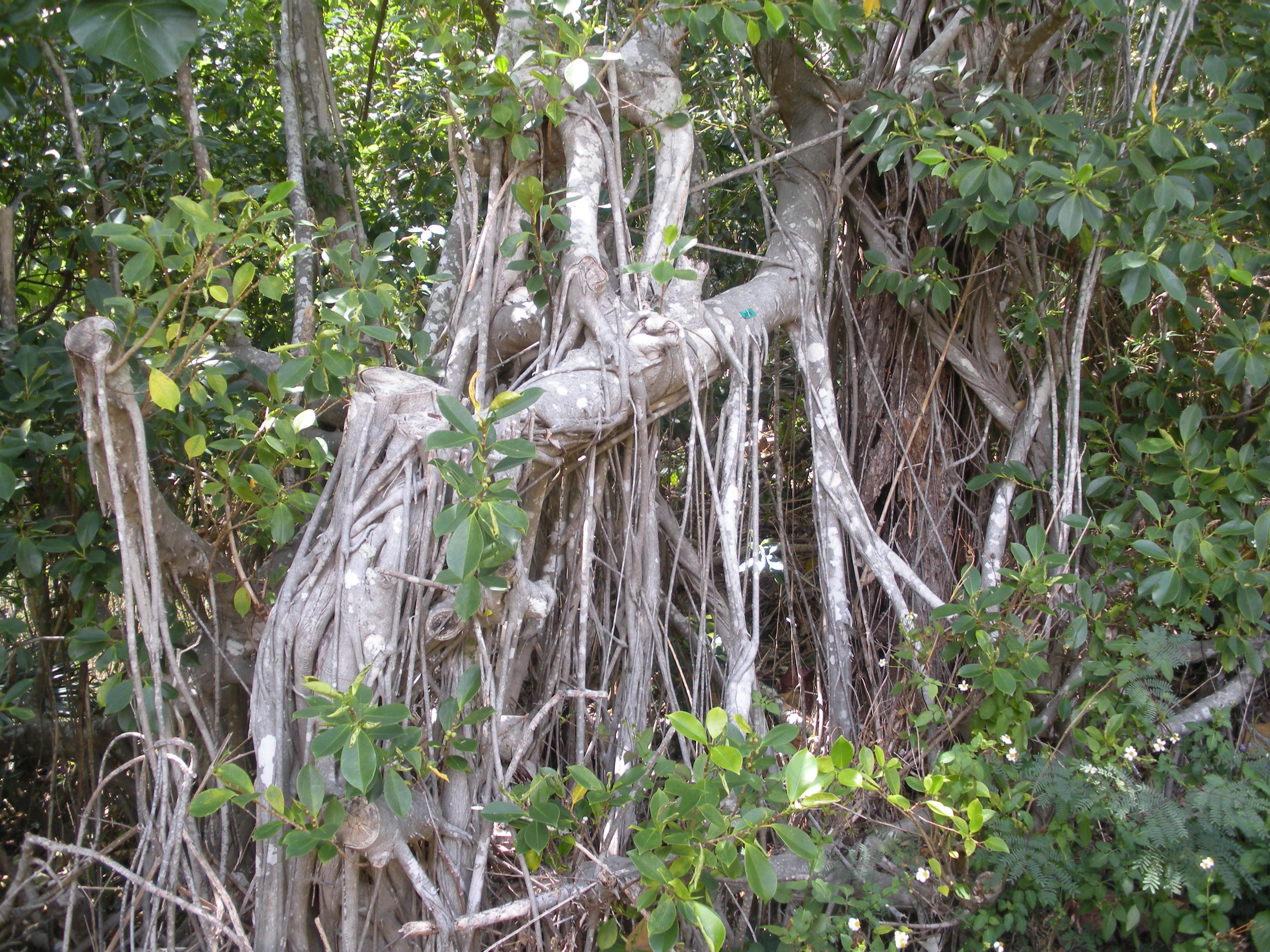
Фикус микрокарпа на Бонинских островах